# Joachim V (prawosławny patriarcha Antiochii)
Joachim V – prawosławny patriarcha Antiochii w latach 1581–1592.